# Native Tour
Il Native Tour (conosciuto come Native Summer Tour in Nord America e Native Fall Tour in Europa) è un tour musicale del gruppo statunitense OneRepublic in supporto al loro terzo album in studio Native (2013). I The Script e gli American Authors hanno aperto i concerti della band nelle date nordamericane, mentre in Europa, i concerti sono stati aperti dai Kongos, oltre che ad altri artisti selezionati in alcune date europee.
Durante questo tour, gli OneRepublic hanno viaggiato in tutti e 5 i continenti: Asia, Africa, America, Europa e Oceania.
Il tour è iniziato il 2 aprile 2013 a Milano, in Italia ed è finito il 20 settembre 2015 a San Paolo, in Brasile.

## Antefatto
Gli OneRepublic hanno annunciato il 23 aprile 2013, a tour già avviato, le date in Nord America con il supporto della band The Script. Nel settembre del 2013, la band ha annunciato le date in Oceania (Australia e Nuova Zelanda).
Le date del tour estivo in Nord America sono state annunciate nel dicembre 2013. Questa tappa è stata definita Native Summer Tour.. Queste date hanno portato un influsso positivo nelle vendite, tanto da sorprendere la band stessa. Il continuo incasso in aumento ha portato ad un'estensione del tour in Nord America, annunciata nel febbraio 2014.
Durante le date autunnali europee ,nel 2014, la band ha annunciato la quattordicesima ed ultima tappa del tour nel 2015 in Canada ed Europa. Nei primi mesi del 2015, sono state aggiunte le uniche quattro date del tour in Sud America, che includono uno spettacolo al festival Rock in Rio.

## Sinossi di un concerto

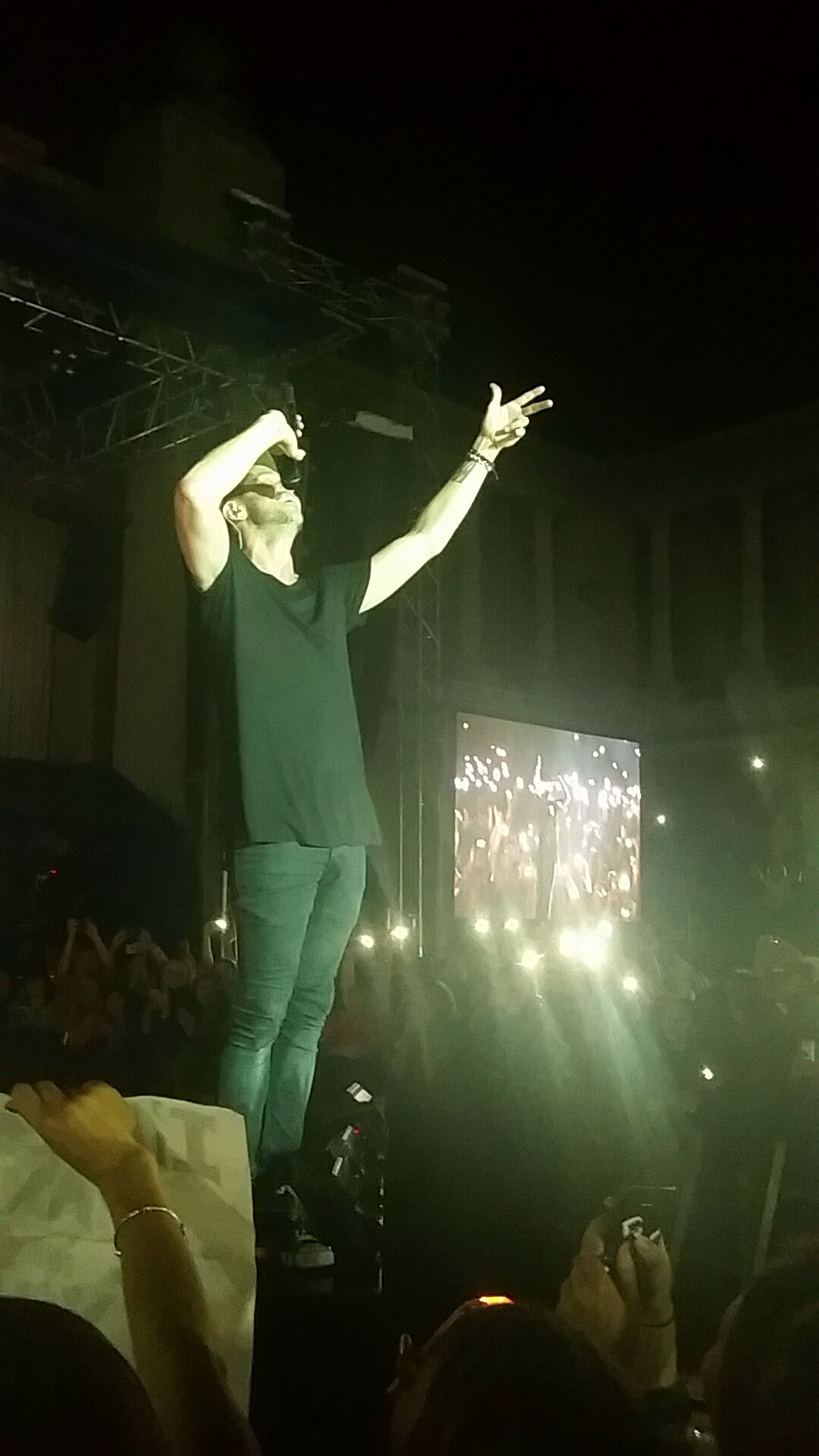
Gli OneRepublic a Bucarest il 4 giugno 2015

Il concerto inizia con la band "proiettata sotto forma di ombra dietro una tenda prima che questa cada e venga rivelato un set ordinato con un maxischermo composto da 3 schermi a forma di diamante." Il palco è poi seguito da una passerella che porta ad un palco secondario, dove la band si esibisce nel set acustico. Tutto lo show è incentrato sull'effetto scenico, con strumenti e oggetti di scena che si illuminano, luci stroboscopiche e coriandoli.
La setlist include cover di grandi hit, quali Take Me to Church di Hozier, Stay With Me di Sam Smith, Budapest di George Ezra e un accenno a Seven Nation Army dei White Stripes.

## Artisti di apertura
- The Script (Native Summer Tour)
- American Authors (Native Summer Tour)
- Lights (Native Summer Tour)
- Christina Perri
- The Makemakes (Europa Sudorientale)
- Jamie Scott
- Kongos (Native Fall Tour)
- The Last Internationale (Italia; 2015)
- Santa Margaret (Italia; 2015)
- Lights (Canada)
- Harel Skaat (Tel Aviv)[8]

## Setlist

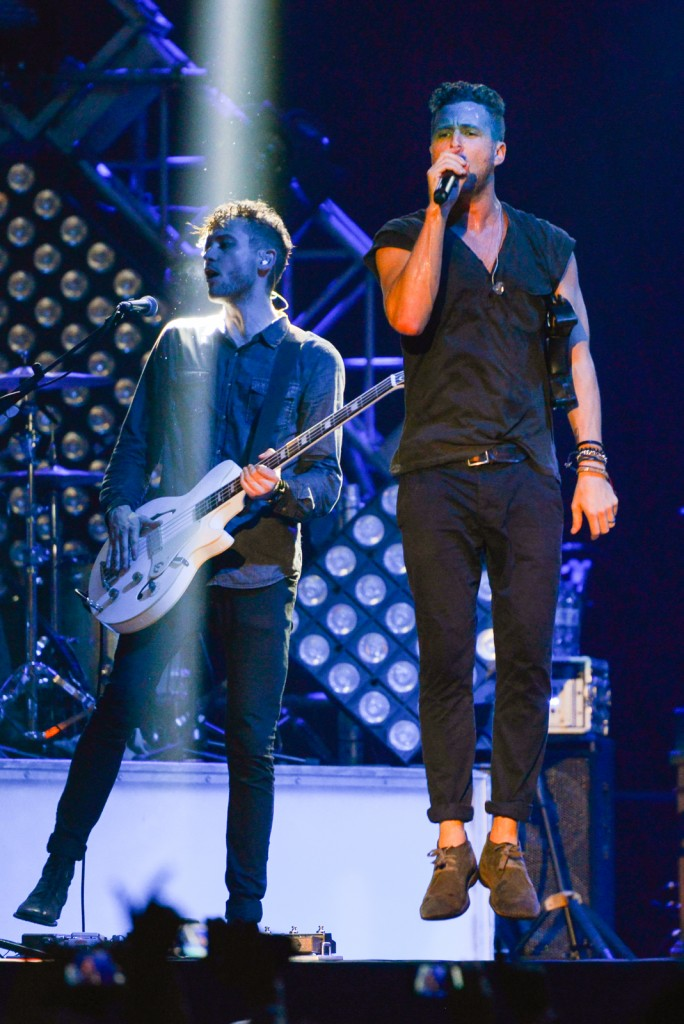
Il cantante Ryan Tedder e il bassista Brent Kutzle durante lo show in Malaysia

La setlist sotto riportata è un esempio, in quanto cambia di tappa in tappa:
1. "Don't Look Down"
2. "Light It Up"
3. "Secrets"
4. "All the Right Moves"
5. "What You Wanted"
6. "Stop and Stare"
7. "Something I Need"
8. "Apologize/Stay With Me" (cover di Sam Smith)
9. "Budapest" (cover di George Ezra)
10. "Preacher"
11. "Good Life"
12. "Counting Stars"
13. "Can't Stop"
14. "Au Revoir"
15. "Feel Again"
16. "I Lived"

Encore
1. "Intro"  (tratto da Seven Nation Army dei White Stripes)
2. "Love Runs Out"
3. "What a Wonderful World"  (cover di Louis Armstrong)
4. "If I Lose Myself (Alesso vs. OneRepublic)"

## Date del tour
| Data              | Città                | Paese           | Luogo                                                      | Biglietti venduti/disponibili | Incasso    |
| Europa            | Europa               | Europa          | Europa                                                     | Europa                        | Europa     |
| ----------------- | -------------------- | --------------- | ---------------------------------------------------------- | ----------------------------- | ---------- |
| 2 aprile 2013     | Milano               | Italia          | Alcatraz                                                   | 2,000 / 2,000                 | N.D.       |
| 3 aprile 2013     | Losanna              | Svizzera        | Salle Metropole                                            | N.D.                          | N.D.       |
| 5 aprile 2013     | Zurigo               | Svizzera        | Komplex 457                                                | N.D.                          | N.D.       |
| 6 aprile 2013     | Lauterbrunnen        | Svizzera        | Snowpen Air                                                | N.D.                          | N.D.       |
| 8 aprile 2013     | Vienna               | Austria         | Wiener Stadthalle                                          | 16,152 / 16,152               | N.D.       |
| 9 aprile 2013     | Monaco di Baviera    | Germania        | Zenith                                                     | N.D.                          | N.D.       |
| 10 aprile 2013    | Stoccarda            | Germania        | LKA-Longhorn                                               | N.D.                          | N.D.       |
| 11 aprile 2013    | Esch-sur-Alzette     | Lussemburgo     | Rockhal                                                    | N.D.                          | N.D.       |
| 13 aprile 2013    | Düsseldorf           | Germania        | Mitsubishi Electric Halle                                  | N.D.                          | N.D.       |
| 14 aprile 2013    | Hannover             | Germania        | Hanover Capitol                                            | N.D.                          | N.D.       |
| 15 aprile 2013    | Berlino              | Germania        | Huxley's Neue Welt                                         | N.D.                          | N.D.       |
| 17 aprile 2013    | Offenbach am Main    | Germania        | Capitol Theatre                                            | N.D.                          | N.D.       |
| 18 aprile 2013    | Amsterdam            | Paesi Bassi     | Paradiso                                                   | N.D.                          | N.D.       |
| 19 aprile 2013    | Anversa              | Belgio          | Muziekcentrum                                              | N.D.                          | N.D.       |
| 20 aprile 2013    | Parigi               | Francia         | Trianon                                                    | N.D.                          | N.D.       |
| 24 aprile 2013    | Londra               | Inghilterra     | Shepherd's Bush Empire                                     | N.D.                          | N.D.       |
| 25 aprile 2013    | Manchester           | Inghilterra     | Ritz                                                       | N.D.                          | N.D.       |
| 26 aprile 2013    | Glasgow              | Scozia          | O2 Academy Glasglow                                        | N.D.                          | N.D.       |
| 30 aprile 2013    | Dublino              | Irlanda         | Olympia                                                    | N.D.                          | N.D.       |
| 30 aprile 2013    | Londra               | Inghilterra     | St Giles in the Fields                                     | N.D.                          | N.D.       |
| Asia              |                      |                 |                                                            |                               |            |
| 14 luglio 2013    | Biblo                | Libano          | Byblos International Festival                              | N.D.                          | N.D.       |
| Nord America      |                      |                 |                                                            |                               |            |
| 19 luglio 2013    | Tulsa                | Stati Uniti     | Cain's Ballroom                                            | N.D.                          | N.D.       |
| 20 luglio 2013    | St. Louis            | Stati Uniti     | Peabody Opera House                                        | N.D.                          | N.D.       |
| 22 luglio 2013    | Maplewood            | Stati Uniti     | Maplewood Myth                                             | N.D.                          | N.D.       |
| 23 luglio 2013    | Highland Park        | Stati Uniti     | Ravinia Festival                                           | N.D.                          | N.D.       |
| 25 luglio 2013    | Columbus             | Stati Uniti     | Lifestyle Communities Pavilion                             | N.D.                          | N.D.       |
| 26 luglio 2013    | Hershey              | Stati Uniti     | Hershey Park Stadium                                       | N.D.                          | N.D.       |
| 27 luglio 2013    | Rochester            | Stati Uniti     | Meadow Brook Music Festival                                | N.D.                          | N.D.       |
| 28 luglio 2013    | Hopewell             | Stati Uniti     | Constellation Brands – Marvin Sands Performing Arts Center | N.D.                          | N.D.       |
| 30 luglio 2013    | Newport              | Stati Uniti     | Newport Yachting Center                                    | N.D.                          | N.D.       |
| 1º agosto 2013    | Boston               | Stati Uniti     | Bank of America Pavilion                                   | N.D.                          | N.D.       |
| 2 agosto 2013     | Mashantucket         | Stati Uniti     | MGM Grand Theater                                          | N.D.                          | N.D.       |
| 3 agosto 2013     | Bethlehem            | Stati Uniti     | Musikfest                                                  | N.D.                          | N.D.       |
| 5 agosto 2013     | Vienna               | Stati Uniti     | Filene Center at Wolf Trap                                 | N.D.                          | N.D.       |
| 6 agosto 2013     | Hyannis              | Stati Uniti     | Cape Cod Melody Tent                                       | N.D.                          | N.D.       |
| 8 agosto 2013     | Big Flats            | Stati Uniti     | Summer Stage at Tag's                                      | N.D.                          | N.D.       |
| 9 agosto 2013     | Baltimora            | Stati Uniti     | Pier Six Concert Pavilion                                  | N.D.                          | N.D.       |
| 10 agosto 2013    | New York             | Stati Uniti     | Hudson River Park                                          | N.D.                          | N.D.       |
| 12 agosto 2013    | Orlando              | Stati Uniti     | Hard Rock Live                                             | N.D.                          | N.D.       |
| 13 agosto 2013    | Hollywood            | Stati Uniti     | Hard Rock Live                                             | N.D.                          | N.D.       |
| 15 agosto 2013    | Atlanta              | Stati Uniti     | Chastain Park                                              | N.D.                          | N.D.       |
| 16 agosto 2013    | Charlotte            | Stati Uniti     | Time Warner Cable Uptown Amphitheatre                      | N.D.                          | N.D.       |
| 18 agosto 2013    | Nashville            | Stati Uniti     | The Woods Amphitheater at Fontanel                         | N.D.                          | N.D.       |
| 4 settembre 2013  | Spokane              | Stati Uniti     | INB Performing Arts Center                                 | N.D.                          | N.D.       |
| 6 settembre 2013  | Reno                 | Stati Uniti     | Grand Sierra Resort                                        | N.D.                          | N.D.       |
| 11 settembre 2013 | Los Angeles          | Stati Uniti     | Greek Theater                                              | N.D.                          | N.D.       |
| 15 settembre 2013 | Phoenix              | Stati Uniti     | Comerica Theater                                           | N.D.                          | N.D.       |
| 19 settembre 2013 | Austin               | Stati Uniti     | Moody Theater                                              | N.D.                          | N.D.       |
| 20 settembre 2013 | Houston              | Stati Uniti     | Bayou Music Center                                         | N.D.                          | N.D.       |
| 21 settembre 2013 | Grand Prairie        | Stati Uniti     | Verizon Theatre                                            | N.D.                          | N.D.       |
| 29 settembre 2013 | San Francisco        | Stati Uniti     | Sharon Meadow                                              | N.D.                          | N.D.       |
| 11 ottobre 2013   | Orlando              | Stati Uniti     | CFE Arena                                                  | N.D.                          | N.D.       |
| Asia              |                      |                 |                                                            |                               |            |
| 26 ottobre 2013   | Giacarta             | Indonesia       | Jakarta International Expo                                 | N.D.                          | N.D.       |
| 29 ottobre 2013   | Sentosa              | Singapore       | Hard Rock Coliseum                                         | N.D.                          | N.D.       |
| 31 ottobre 2013   | Kuala Lumpur         | Malaysia        | Sunway Lagoon                                              | N.D.                          | N.D.       |
| 2 novembre 2013   | Shanghai             | Cina            | Shanghai Grand Stage                                       | N.D.                          | N.D.       |
| 4 novembre 2013   | Pechino              | Cina            | Workers Indoor Arena                                       | N.D.                          | N.D.       |
| 6 novembre 2013   | Manila               | Filippine       | Smart Araneta Coliseum                                     | N.D.                          | N.D.       |
| Oceania           |                      |                 |                                                            |                               |            |
| 9 novembre 2013   | Perth                | Australia       | Metro City                                                 | N.D.                          | N.D.       |
| 11 novembre 2013  | Brisbane             | Australia       | The Tivoli                                                 | N.D.                          | N.D.       |
| 12 novembre 2013  | Sydney               | Australia       | The Star                                                   | N.D.                          | N.D.       |
| 14 novembre 2013  | Melbourne            | Australia       | Palace Theatre                                             | N.D.                          | N.D.       |
| 16 novembre 2013  | Auckland             | Nuova Zelanda   | Vector Arena                                               | N.D.                          | N.D.       |
| 17 novembre 2013  | Wellington           | Nuova Zelanda   | TSB Bank Arena                                             | N.D.                          | N.D.       |
| Europa            |                      |                 |                                                            |                               |            |
| 16 marzo 2014     | Londra               | Inghilterra     | Roundhouse                                                 | N.D.                          | N.D.       |
| 17 marzo 2014     | Bristol              | Inghilterra     | O2 Academy Bristol                                         | N.D.                          | N.D.       |
| 18 marzo 2014     | Birmingham           | Inghilterra     | O2 Academy Birmingham                                      | N.D.                          | N.D.       |
| 20 marzo 2014     | Leeds                | Inghilterra     | O2 Academy Leeds                                           | N.D.                          | N.D.       |
| 21 marzo 2014     | Manchester           | Inghilterra     | Manchester Academy                                         | N.D.                          | N.D.       |
| 22 marzo 2014     | Glasgow              | Scozia          | O2 Academy Glasgow                                         | N.D.                          | N.D.       |
| 24 marzo 2014     | Dublino              | Irlanda         | Olympia Theatre                                            | 3,163 / 3,163                 | $117,653   |
| Nord America      |                      |                 |                                                            |                               |            |
| 28 maggio 2014    | Morrison             | Stati Uniti     | Red Rocks Amphitheatre                                     | N.D.                          | N.D.       |
| 29 maggio 2014    | Morrison             | Stati Uniti     | Red Rocks Amphitheatre                                     | N.D.                          | N.D.       |
| 31 maggio 2014    | Albuquerque          | Stati Uniti     | Isleta Amphitheater                                        | N.D.                          | N.D.       |
| 1º giugno 2014    | Phoenix              | Stati Uniti     | Ak-Chin Pavilion                                           | N.D.                          | N.D.       |
| 2 giugno 2014     | Chula Vista          | Stati Uniti     | Sleep Train Amphitheatre                                   | N.D.                          | N.D.       |
| 3 giugno 2014     | Irvine               | Stati Uniti     | Verizon Wireless Amphitheatre                              | N.D.                          | N.D.       |
| 5 giugno 2014     | Los Angeles          | Stati Uniti     | Hollywood Bowl                                             | N.D.                          | N.D.       |
| 6 giugno 2014     | Mountain View        | Stati Uniti     | Shoreline Amphitheatre                                     | N.D.                          | N.D.       |
| 7 giugno 2014     | Concord              | Stati Uniti     | Sleep Train Pavilion                                       | N.D.                          | N.D.       |
| 8 giugno 2014     | Wheatland            | Stati Uniti     | Sleep Train Amphitheatre                                   | N.D.                          | N.D.       |
| 10 giugno 2014    | Ridgefield           | Stati Uniti     | Sleep Country Amphitheater                                 | N.D.                          | N.D.       |
| 12 giugno 2014    | Everett              | Stati Uniti     | Comcast Arena                                              | N.D.                          | N.D.       |
| 13 giugno 2014    | Boise                | Stati Uniti     | Taco Bell Arena                                            | N.D.                          | N.D.       |
| 14 giugno 2014    | West Valley City     | Stati Uniti     | USANA Amphitheatre                                         | N.D.                          | N.D.       |
| 17 giugno 2014    | Minneapolis          | Stati Uniti     | Target Center                                              | 9,868 / 9,868                 | $416,953   |
| 18 giugno 2014    | Highland Park        | Stati Uniti     | Highland Pavilion                                          | N.D.                          | N.D.       |
| 19 giugno 2014    | Highland Park        | Stati Uniti     | Highland Pavilion                                          | N.D.                          | N.D.       |
| 21 giugno 2014    | Clarkston            | Stati Uniti     | DTE Energy Music Theatre                                   | 14,569 / 14,569               | $414,961   |
| 22 giugno 2014    | Toronto              | Canada          | Molson Canadian Amphitheatre                               | N.D.                          | N.D.       |
| 24 giugno 2014    | Boston               | Stati Uniti     | Blue Hills Bank Pavilion                                   | N.D.                          | N.D.       |
| 25 giugno 2014    | Boston               | Stati Uniti     | Blue Hills Bank Pavilion                                   | N.D.                          | N.D.       |
| 27 giugno 2014    | Bristow              | Stati Uniti     | Jiffy Lube Live                                            | N.D.                          | N.D.       |
| 28 giugno 2014    | Camden               | Stati Uniti     | Susquehanna Bank Center                                    | N.D.                          | N.D.       |
| 29 giugno 2014    | Wantagh              | Stati Uniti     | Nikon at Jones Beach Theater                               | N.D.                          | N.D.       |
| 26 luglio 2014    | Città del Messico    | Messico         | Palacio de los Deportes                                    | 10,471 / 13,415               | $543,255   |
| 30 luglio 2014    | Omaha                | Stati Uniti     | CenturyLink Center Omaha                                   | N.D.                          | N.D.       |
| 1º agosto 2014    | Kansas City          | Stati Uniti     | Starlight Theatre                                          | N.D.                          | N.D.       |
| 2 agosto 2014     | Maryland Heights     | Stati Uniti     | Verizon Wireless Amphitheater                              | N.D.                          | N.D.       |
| 3 agosto 2014     | Noblesville          | Stati Uniti     | Klipsch Music Center                                       | N.D.                          | N.D.       |
| 5 agosto 2014     | Cincinnati           | Stati Uniti     | Riverbend Music Center                                     | N.D.                          | N.D.       |
| 6 agosto 2014     | Cuyahoga Falls       | Stati Uniti     | Blossom Music Center                                       | N.D.                          | N.D.       |
| 8 agosto 2014     | Burgettstown         | Stati Uniti     | First Niagara Pavilion                                     | N.D.                          | N.D.       |
| 9 agosto 2014     | Darien               | Stati Uniti     | Darien Lake PAC                                            | N.D.                          | N.D.       |
| 10 agosto 2014    | Holmdel              | Stati Uniti     | PNC Bank Arts Center                                       | N.D.                          | N.D.       |
| 12 agosto 2014    | Virginia Beach       | Stati Uniti     | Farm Bureau Live                                           | N.D.                          | N.D.       |
| 13 agosto 2014    | Raleigh              | Stati Uniti     | Walnut Creek Amphitheatre                                  | N.D.                          | N.D.       |
| 14 agosto 2014    | Charlotte            | Stati Uniti     | PNC Music Pavilion                                         | N.D.                          | N.D.       |
| 16 agosto 2014    | Tampa                | Stati Uniti     | MidFlorida Credit Union Amphitheatre                       | N.D.                          | N.D.       |
| 17 agosto 2014    | West Palm Beach      | Stati Uniti     | Cruzan Amphitheatre                                        | N.D.                          | N.D.       |
| 19 agosto 2014    | Atlanta              | Stati Uniti     | Aaron's Amphitheatre                                       | N.D.                          | N.D.       |
| 21 agosto 2014    | New Orleans          | Stati Uniti     | UNO Lakefront Arena                                        | N.D.                          | N.D.       |
| 22 agosto 2014    | The Woodlands        | Stati Uniti     | Cynthia Woods Mitchell Pavilion                            | N.D.                          | N.D.       |
| 23 agosto 2014    | Austin               | Stati Uniti     | Austin360 Amphitheater                                     | N.D.                          | N.D.       |
| 25 agosto 2014    | San Antonio          | Stati Uniti     | Freeman Coliseum                                           | N.D.                          | N.D.       |
| 26 agosto 2014    | Dallas               | Stati Uniti     | Gexa Energy Pavilion                                       | N.D.                          | N.D.       |
| 28 agosto 2014    | Tulsa                | Stati Uniti     | BOK Center                                                 | 7,561 / 8,251                 | $374,585   |
| 1º settembre 2014 | Morrison             | Stati Uniti     | Red Rocks Amphitheatre                                     | N.D.                          | N.D.       |
| Europa            |                      |                 |                                                            |                               |            |
| 19 ottobre 2014   | Dublino              | Irlanda         | 3Arena                                                     | 6,340 / 8,277                 | $357,111   |
| 21 ottobre 2014   | Liverpool            | Inghilterra     | EchoTwo                                                    | N.D.                          | N.D.       |
| 22 ottobre 2014   | Londra               | Inghilterra     | The O2 Arena                                               | 9,136 / 9,917                 | $473,885   |
| 24 ottobre 2014   | Parigi               | Francia         | Zénith de Paris                                            | N.D.                          | N.D.       |
| 25 ottobre 2014   | Anversa              | Belgio          | Lotto Arena                                                | 5,649 / 7,348                 | $257,287   |
| 27 ottobre 2014   | Amburgo              | Germania        | O2 World Hamburg                                           | 7,704 / 8,414                 | $343,632   |
| 28 ottobre 2014   | Oberhausen           | Germania        | König Pilsener Arena                                       | N.D.                          | N.D.       |
| 30 ottobre 2014   | Francoforte sul Meno | Germania        | Festhalle Frankfurt                                        | N.D.                          | N.D.       |
| 31 ottobre 2014   | Norimberga           | Germania        | Arena Nürnberger Versicherung                              | N.D.                          | N.D.       |
| 2 novembre 2014   | Varsavia             | Polonia         | Torwar Hall                                                | N.D.                          | N.D.       |
| 3 novembre 2014   | Vilnius              | Lituania        | Siemens Arena                                              | N.D.                          | N.D.       |
| 5 novembre 2014   | Minsk                | Bielorussia     | Minsk Sports Palace                                        | N.D.                          | N.D.       |
| 7 novembre 2014   | Mosca                | Russia          | Stadium Live                                               | N.D.                          | N.D.       |
| 9 novembre 2014   | San Pietroburgo      | Russia          | A2 Arena                                                   | N.D.                          | N.D.       |
| 11 novembre 2014  | Tallinn              | Estonia         | Saku Suurhall Arena                                        | N.D.                          | N.D.       |
| 12 novembre 2014  | Rīga                 | Lettonia        | Arena Riga                                                 | N.D.                          | N.D.       |
| 14 novembre 2014  | Praga                | Repubblica Ceca | O2 Arena                                                   | N.D.                          | N.D.       |
| 15 novembre 2014  | Vienna               | Austria         | Wiener Stadthalle                                          | N.D.                          | N.D.       |
| 16 novembre 2014  | Lubiana              | Slovenia        | Arena Stozice                                              | N.D.                          | N.D.       |
| 17 novembre 2014  | Milano               | Italia          | Mediolanum Forum                                           | 11,000 / 11,000               | N.D.       |
| 19 novembre 2014  | Barcellona           | Spagna          | Palau Sant Jordi                                           | N.D.                          | N.D.       |
| 20 novembre 2014  | Madrid               | Spagna          | Palacio de Deportes de la Comunidad                        | N.D.                          | N.D.       |
| 21 novembre 2014  | Lisbona              | Portogallo      | MEO Arena                                                  | N.D.                          | N.D.       |
| Nord America      |                      |                 |                                                            |                               |            |
| 18 aprile 2015    | Québec               | Canada          | Colisée Pepsi                                              | 5,668 / 6,828                 | $297,080   |
| 20 aprile 2015    | Montréal             | Canada          | Bell Centre                                                | 7,295 / 8,576                 | $380,239   |
| 21 aprile 2015    | Ottawa               | Canada          | Canadian Tire Centre                                       | N.D.                          | N.D.       |
| 22 aprile 2015    | London               | Canada          | Budweiser Gardens                                          | 5,657 / 6,836                 | $258,755   |
| 24 aprile 2015    | Toronto              | Canada          | Air Canada Centre                                          | 11,057 / 11,057               | $509,497   |
| 25 aprile 2015    | Sudbury              | Canada          | Sudbury Arena                                              | N.D.                          | N.D.       |
| 27 aprile 2015    | Winnipeg             | Canada          | MTS Centre                                                 | N.D.                          | N.D.       |
| 29 aprile 2015    | Edmonton             | Canada          | Rexall Place                                               | N.D.                          | N.D.       |
| 30 aprile 2015    | Calgary              | Canada          | Scotiabank Saddledome                                      | N.D.                          | N.D.       |
| 2 maggio 2015     | Vancouver            | Canada          | Rogers Arena                                               | N.D.                          | N.D.       |
| Asia              |                      |                 |                                                            |                               |            |
| 28 maggio 2015    | Tel Aviv             | Israele         | Hayarkon Park                                              | 20,000                        | N.D.       |
| Europa            |                      |                 |                                                            |                               |            |
| 30 maggio 2015    | Istanbul             | Turchia         | Volkswagen Arena                                           | N.D.                          | N.D.       |
| 1º giugno 2015    | Skopje               | Macedonia       | Boris Trajkovski Sports Center                             | 9,000                         | N.D.       |
| 2 giugno 2015     | Sofia                | Bulgaria        | Arena Armeec                                               | 10,000                        | N.D.       |
| 4 giugno 2015     | Bucarest             | Romania         | Arenele Romane                                             | N.D.                          | N.D.       |
| 6 giugno 2015     | Belgrado             | Serbia          | Kombank Arena                                              | 20,000                        | N.D.       |
| 7 giugno 2015     | Budapest             | Ungheria        | Papp László Budapest Sportaréna                            | N.D.                          | N.D.       |
| 8 giugno 2015     | Linz                 | Austria         | Castle Clam                                                | N.D.                          | N.D.       |
| 9 giugno 2015     | Piazzola sul Brenta  | Italia          | Hydrogen Festival                                          | N.D.                          | N.D.       |
| 11 giugno 2015    | Ginevra              | Svizzera        | SEG Geneva Arena                                           | N.D.                          | N.D.       |
| 12 giugno 2015    | Zurigo               | Svizzera        | Hallenstadion                                              | 13,000 / 13,000               | $947,804   |
| 13 giugno 2015    | Germersheim          | Germania        | Insel in Concert                                           | N.D.                          | N.D.       |
| 14 giugno 2015    | Landgraaf            | Paesi Bassi     | Pinkpop Festival                                           | N.D.                          | N.D.       |
| 15 giugno 2015    | Esch-sur-Alzette     | Lussemburgo     | Rockhal                                                    | N.D.                          | N.D.       |
| Africa            |                      |                 |                                                            |                               |            |
| 19 giugno 2015    | Johannesburg         | Sudafrica       | Coca-Cola Dome                                             | N.D.                          | N.D.       |
| 21 giugno 2015    | Città del Capo       | Sudafrica       | Grand West Arena                                           | N.D.                          | N.D.       |
| Europa            |                      |                 |                                                            |                               |            |
| 10 luglio 2015    | Londra               | Regno Unito     | Wembley Stadium in supporto a Ed Sheeran                   | N.D.                          | N.D.       |
| 12 luglio 2015    | Londra               | Regno Unito     | Wembley Stadium in supporto a Ed Sheeran                   | N.D.                          | N.D.       |
| Nord America      |                      |                 |                                                            |                               |            |
| 21 luglio 2015    | Las Vegas            | Stati Uniti     | MGM Grand Arena                                            | N.D.                          | N.D.       |
| 25 luglio 2015    | Grand Rapids         | Stati Uniti     | Van Andel Arena                                            | N.D.                          | N.D.       |
| Sud America       |                      |                 |                                                            |                               |            |
| 18 settembre 2015 | Rio de Janeiro       | Brasile         | Rock in Rio                                                | 85,000                        | N.D.       |
| 20 settembre 2015 | San Paolo            | Brasile         | Espaço das Américas                                        | N.D.                          | N.D.       |
| Totale            | Totale               | Totale          | Totale                                                     | 117,138 / 129,519             | $5,692,697 |

## Spettacoli annullati
| Data              | Città        | Paese       | Luogo          | Causa annullamento     |             |
| Sud America       | Sud America  | Sud America | Sud America    | Sud America            | Sud America |
| ----------------- | ------------ | ----------- | -------------- | ---------------------- | ----------- |
| 12 settembre 2015 | Santiago     | Cile        | Movistar Arena | Scadenze discografiche |             |
| 15 settembre 2015 | Buenos Aires | Argentina   | Luna Park      | Scadenze discografiche |             |

## Staff
Band
- Ryan Tedder — voce, piano
- Zach Filkins — chitarra principale, viola, chitarra acustica, tamburello, cori
- Drew Brown — chitarra ritmica, chitarra acustica, tastiere, glockenspiel, marimba, basso, piano, tamburello, percussioni, cori
- Eddie Fisher — batteria, percussioni
- Brent Kutzle — basso, violoncello, chitarra acoustica ,tastiere, piano, chitarra, tamburello, cori
- Brian Willett — sintetizzatore, percussioni

Crew
- AJ Pen — scenografia
- Zito — ingegnere del suono

## Dirette streaming
Lo show del 10 agosto a Holmdel è stato trasmesso in diretta streaming sul sito Yahoo.com. Inoltre, dal 30 maggio al 15 giugno 2015, la canzone finale, If I Lose Myself e parte del backstage, sono stati trasmessi dal vivo attraverso l'applicazione Merkaat.

## Critica
Stephany March del Denver Post Reverb afferma "la band subito ha dimostrato il perché si meritava il sold out di due notti per la transizione con finezza da una canzone come "Light It Up" da "Native" a "Secrets" da "Waking Up". Kevin C. Johnson del St. Louis Post-Dispatch dichiara che "lo spettacolo non era niente di speciale, ma ne è uscito uno show molto piacevole. Le canzoni iniziali come "Secrets", "All The Right Moves", "What You Wanted" e "Stop and Stare" non sembrano dar vita allo show, ma lo spettacolo prende vita non molto tempo dopo". La recensione dello spettacolo Pittsburgh del Post-Gazette di Ebony Martins è stata; "Se c'è qualche possibilità che la musica esista in cielo, c'è una buona probabilità che il cielo abbia sentito i falsetti di Ryan Tedder venerdì sera presso il First Niagara Pavilion. Vestito di nero, mr. Tedder era chiaramente la rock star della serata, facendo oscillare il cappello su e giù durante lo show, saltando sulle casse e sul piano su un paio di canzoni e stupendo i fan con la sua genialità lirica." Lynn Saxberg dall'Ottawa Citizen dice: "I fan sono stati abbagliati dalla produzione." Saxberg era felice che non ci fosse nulla a distrarre il pubblico dalla musicalità della band, che era "di alto livello". Un punto forte è stato durante la canzone "Preacher", una canzone che "Tedder ha scritto per suo nonno." Mike Ross, dell'Edmonton Sun ha detto: "gli OneRepublic hanno entusiasmato la folla al Rexall Place." Ha elogiato il frontman Tedder per la sua voce potente, la capacità di suonare il pianoforte, e di scrivere canzoni "con una melodia accattivante, un inno "U2iano" e un qualche tipo di messaggio ispiratore". Ha anche elogiato gli altri membri della band per il talento nel suonare una varietà di strumenti.